# Petrophila triumphalis
Petrophila triumphalis là một loài bướm đêm trong họ Crambidae.